# 華沙 (賓夕法尼亞州)
華沙（英語：Warsaw）是美國賓夕法尼亞州傑佛遜縣一個非建制地區，以波蘭首都華沙命名，海拔高度為524米（1719英尺）。當地曾經擁有一所於1836年開設郵政局，但是後來該局已經在1913年關閉。